# Estrilda becgrossa menuda
El estrilda becgrossa menuda (Pyrenestes minor) és un ocell de la família dels estríldids (Estrildidae).

## Hàbitat i distribució
Viu als boscos, matolls i pantans des del centre de Tanzània fins l'est de Zimbàbue i centre de Moçambic.